# Nearcha resignata
Nearcha resignata är en fjärilsart som beskrevs av Walker 1861. Nearcha resignata ingår i släktet Nearcha och familjen mätare. Inga underarter finns listade i Catalogue of Life.